# Casale Corte Cerro
Casale Corte Cerro là một đô thị ở tỉnh Verbano-Cusio-Ossola trong vùng Piedmont, có cự ly khoảng 110 km về phía đông bắc của Torino và khoảng 9 km về phía tây của Verbania. Tại thời điểm ngày 31 tháng 12 năm 2004, đô thị này có dân số 3.403 người và diện tích là 12,1 km².
Đô thị Casale Corte Cerro có các frazioni (đơn vị cấp dưới, chủ yếu là các làng) Arzo, Cafferonio, Cassinone, Cereda, Crebbia, Crottofantone, Gabbio, Montebuglio, Motto, Pramore, Ramate, Ricciano, Sant'Anna, và Tanchello.
Casale Corte Cerro giáp các đô thị: Germagno, Gravellona Toce, Loreglia, Omegna, Ornavasso.